# Субект на правото
Субект на правото е отделна човешка личност или друго емпирично единство (от хора, дейност или имущество), на които правният ред признава правото да участват в правния живот. Терминът е доктринален и не се използва в законодателството и съдебната практика. В хода на историческата еволюция на правото като основни носители на права и задължения са били признавани отделния човек (човешката личност), обединения от хора или други дадености (хора, които не са личности, животни, богове, неодушевени предмети). Икономическите, политическите и културните фактори играят важна роля в определянето на това кой или какво да добие правна персоналност.
На езиците от латинската и англосаксонската група в основата на термина „лице“ е латинската дума persona. В европейските юридически езици съществуват много термини, които са пряк аналог на българския израз „субект на правото“: на френски език sujet de droit, на английски – subject of rights, но употребата на тези термини е изключително рядка. По разпространени са производните на термина „лице“ (persona): на немски – Rechtsperson, на френски – person juridique и двете разновидности personnes phisiques (физически лица) и personnes moralles (юридически лица); на английски – persons (физически лица) и juristic persons (юридически лица). На руски употребата на двата термина е почти аналогична – първия „субъект права“ – предимно доктринално, а вторият – "лица („физические лица“ и „юридические лица“) в законодателството.

## Теории за субект на правото
Основния въпрос е какво е това общо и основно извънправно качество, при наличието на което се смята, че имаме субект на правото. Теориите са многобройни и често се среща заимстване на елементи от една в друга.

### Волеви теории
Волевите теории се развиват в рамките на „волевата“ юриспруденция, доминираща през XIX в. Според тях съществуването на субекта на правото се обуславя от наличието на зряла психологическа човешка воля, която прави възможни техните правни действия. В един по-късен вариант субекти на правото са не толкова човешките личности като носители на абстрактната воля, колкото отделните искания сами по себе си.

### Дуалистични
При тях се разграничават две страни в субективното право – правото на ползване и правото на разпореждане и на основата на това съществуват два вида субекти: субекти на ползване и субекти на разпореждане. Правото на ползване е основното, а неговите субекти не се нуждаят от психологическа воля за упражняването му. Човешки инивиди лишени от нормална психологическа воля, животни и неодушевенни предмети могат да бъдат субекти на ползване. Интересът е съществен елемент и определя наличието на право на ползване. Субектите на разпореждане се определят от наличието на съзнателна човешка воля. Такива субекти могат да бъдат само дееспособни човешки личности.

### Теории на интереса
Теориите на интереса, повлияни преди всичко от Рудолф фон Йеринг, обявяват за субекти на правото всички носители на правно значим интерес. Теориите за целта разглеждат действието на правото финалистично – като насочено в своята цялост към осъществяване на определени човешки цели. В съответствие с това субекти на правото са носителите на човешка цел, която обаче може да е изразена не пряко от правния субект, а в обективното право. По този начин към субектите на правото се включват и лицата, които не могат да формират зряла психологическа воля (малолетни, душевноболни), както и други социални дадености.

### Отрицателни теории
Тези тоерии отхвърлят наличието на явлението „правни субекти“, а самото понятие се приема за остатък от схоластичното мислене, търсещо несъществуваща субстанция.